# Rádio Maria Portugal
A Rádio Maria – Portugal é uma emissora de radiodifusão portuguesa que integra a Família Mundial da Rádio Maria e que emite uma programação totalmente especializada em conteúdos religiosos católicos.

## História

### No mundo
Desde o início da década de 1980 que os párocos de muitas comunidades católicas italianas iniciaram diligências para a abertura de estações de rádio que transmitissem informação aos seus paroquianos e, sobretudo, que os pudessem estimular na sua vida de oração, emitindo, diariamente, a Santa Missa e o Santo Rosário. Emanuele Ferrario, em conjunto com o sacerdote italiano Padre Livio Fanzaga, inspirados pelas mensagens e apelos da Santíssima Virgem Maria dados primeiramente em Fátima, em Portugal, e, mais recentemente, em Medjugorje, na Bósnia e Herzegovina, decidiram iniciar trabalhos no sentido de fundar uma emissora católica de radiodifusão à qual dariam o nome de Rádio Maria.
Foi neste contexto que nasceu a primeira estação – e transmissões – da Rádio Maria como uma emissora paroquial em Arcellasco d'Erba, na Itália, em 1983.
A Rádio Maria manteve estas características até ao dia 12 de janeiro de 1987, data na qual se constituiu a Associação Rádio Maria, composta por leigos e sacerdotes, com a finalidade de levar mais além da cidade italiana de Erba o projeto mariano de radiodifusão.
Durante a década de 1990 começou a internacionalização desta grande família de rádio mariana, tendo-se iniciado projetos já nos diferentes idiomas de inúmeros países localizados em cinco continentes do mundo: por toda a Europa, África, América, Ásia e Oceania. Com mais de dois mil retransmissores, a Rádio Maria chegou, então, a mais de 500 milhões de ouvintes, em mais de 65 línguas.
Em 2015, no Palácio Apostólico do Vaticano, o Papa Francisco dirigiu um discurso de agradecimento pelo trabalho realizado por todos os membros da Família Mundial da Rádio Maria.

### Em Portugal
Desde 2018 que o presidente da Rádio Maria em Espanha, José Manuel Quintanilla, fazia diligências para a fundação de uma emissora da Rádio Maria também em Portugal, tendo em conta o pedido do fundador da Família Mundial da Rádio Maria, Emanuele Ferrario, que morreu em julho de 2020.
A 13 de maio de 2021, após um processo de aquisição da Rádio Sim ao Grupo Renascença Multimédia, a Rádio Maria pôde finalmente começar as suas emissões em Portugal, com cobertura inicial via rádio FM nas regiões de Lisboa (102.2 FM) e do Porto (100.8 FM), e, mais tarde, na região do Alentejo Central (97.5 FM), contando ainda com emissão para o resto do país e para o mundo via internet.
A Rádio Maria em Portugal tem a sua sede em Lisboa e, igualmente, estúdios em Fátima. A direção editorial está a cargo do Padre Marco Luís, nomeado para essa função a 6 de novembro de 2020 por D. José Ornelas, na época bispo da Diocese de Setúbal e presidente da Conferência Episcopal Portuguesa, enquanto a presidência é assumida pelo advogado João Osório de Castro. Segundo os responsáveis da Rádio Maria em Portugal, a programação da nova estação apresenta "uma componente muito forte de oração, com espaço para as notícias nacionais e internacionais relacionadas com a vida da Igreja Católica e, designadamente, de cada diocese portuguesa".

#### Frequências derádio FM
- 102,2 MHz – Região de Lisboa e Península de Setúbal
- 100,8 MHz – Região do Grande Porto
- 97,5 MHz – Região do Alentejo Central (Évora e Beja)